# Tekergők (együttes)

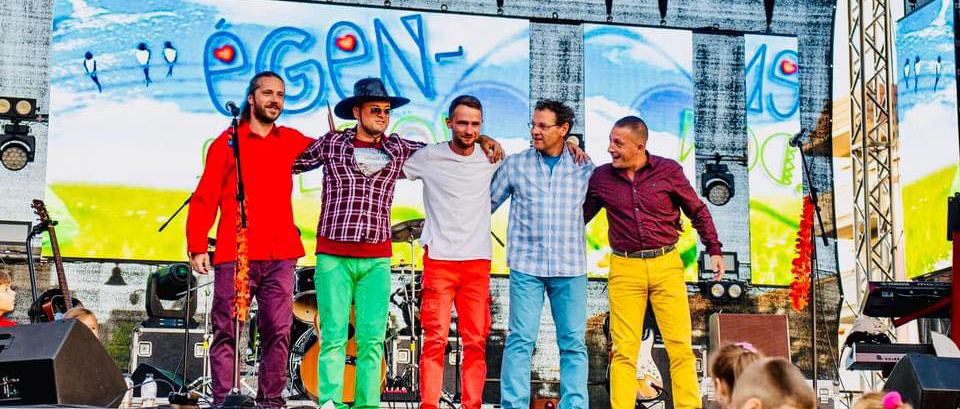
Kürtőskalács Fesztivál - Sepsiszentgyörgy

A Tekergők kisegyüttes (Sepsiszentgyörgy, Székelyföld) egy 2010-ben Pécsváradon alakult meg, akkor még népzenét játszó trió zenekar.
Alapítói: Farkas Tamás Zoltán (basszusgitár, Nagyvárad), Ömböli Ádám (hegedű, Hidas) és Pataki István (gitár, Budapest).
Farkas Tamás Zoltán és Pataki István (1952-2013) barátsága sokkal korábbra, a kilencvenes évek közepére tehető, amikor is megalakult egy gimnáziumi zenekar, melynek zenei támogatója lett István (Pistu).
A később egyedül maradt szerző-gitáros művész több műsorába is elhívta a fiatalokat, így születhetett meg az a trió, amely már játszott country műfajban és alkalmanként gyerekkoncerteket adott Pataki István szerzeményeiből. Itt a még állandó nevet nem kapott gyerekműsor már nagyon népszerűvé vált főleg a budapesti közönség számára.
2013-ban Pataki István elhunyt.

## Megalakulás
Farkas Tamás Zoltán a szerző iránti tiszteletből emléket állítva csokorba szedte azon dalokat, melyek egy része már megjelent a hajdani Staféta együttes Diridongó és Házasodik a vakond című lemezén, illetve emlékezetből az addig meg nem jelent gyermekdalokat.
2021 közepén kezdődtek meg a stúdiómunkák először Csiszer Dávid és Ioni Eduárd segítségével, majd a gidófalvi Kertész-stúdióban Kertész Huba közreműködésével készülhetett el a szólólemez Égen-Földön címmel.
1. Égen-Földön (Pataki István)
2. Csalogány (Pataki István)
3. Három Patkány (Pataki István – Dörner György)
4. Víziló (Pataki István)
5. Medvedal (Pataki István)
6. Libák (Pataki István)
7. Éhes farkasok (Farkas Tamás Zoltán)
8. Pillangó
9. Égen-Földön (Pataki István) – 2004
10. Égen-Földön (Pataki István) – 1992

Közreműködnek:
- Csoma Attila – tuba (3, 4, 5)
- Farkas Tamás Zoltán - akusztikus gitár, ének, mandolin, ukulele, cajon, shaker, basszusgitár
- Ioni Eduárd – zongora (8)
- Kertész Huba – szólógitár (1), zongora (6), bendzsó (7)

A lemezen két extra dal is helyet kapott, mely a címadó dal már korábban rögzített verziói, így a 2004-ben Budapesten Böröcz Ferencz segítségével felvett duett (Farkas Tamás Zoltán – Pataki István) és az 1992-es eredeti zenekari verzió.
A 2022-ben szerzői kiadásban megjelent lemez sikereinek köszönhetően elsőként megalakult a trió, majd hamarosan öt főre bővült az együttes.
2023-tól a felállás:
- Claudiu Cîmpean – billentyűs hangszerek
- Farkas Tamás Zoltán – ének, akusztikus gitár
- Ferencz Zsolt – dobok
- Tóth-Györbíró Apor – basszusgitár

Tiszteletbeli tagok: Andrei Bocîrnea (tuba), Kertész Huba (basszusgitár).

## Mesék földjén
2024-től a zenekar elkészítette második koncertműsorát, melyben kizárólag híres rajzfilm slágerek hallhatók, mint A nagy ho-ho-ho horgász, Vuk, A dzungel könyvéből Balu dala, A kis hableányból  Sebastian dala, Doktor Bubó, Mézga család, Micimackó, az Oroszlánkirályból a Hakuna Matata és az Érzed már a szív szavát, a Paff, a bűvös sárkány, a Toy Storyból a Vár rád egy jóbarát.
A 2025-ben megjelenő nagylemezen továbbá hallható lesz Süsü, a sárkány, Aladdinból az Egy új élmény, a Micimackó és barátai.

## Turné
2021-től elindul az együttes koncertsorozata, amely azóta is tart.
Olyan helyekre jutottak el, mint az EgyFeszt, Ars Hungarica, Székely Vágta, Kolozsvári Magyar Napok, Szilágysági Magyar Napok, Brassói Magyar Napok, Cseperedők Fesztivál, Nyárádmente Fesztivál, Dévai Magyar Napok, Töltöttkáposzta Fesztivál – Parajd, Tökfesztivál – Szováta, Kürtőskalács Fesztivál, Csíki Játékszín, Őszi Sokadalom – Kézdivásárhely, Szentgyörgy Napok, EMPTY Fesztivál, Kultúrkert – Sepsiszentgyörgy.